# Edmodo

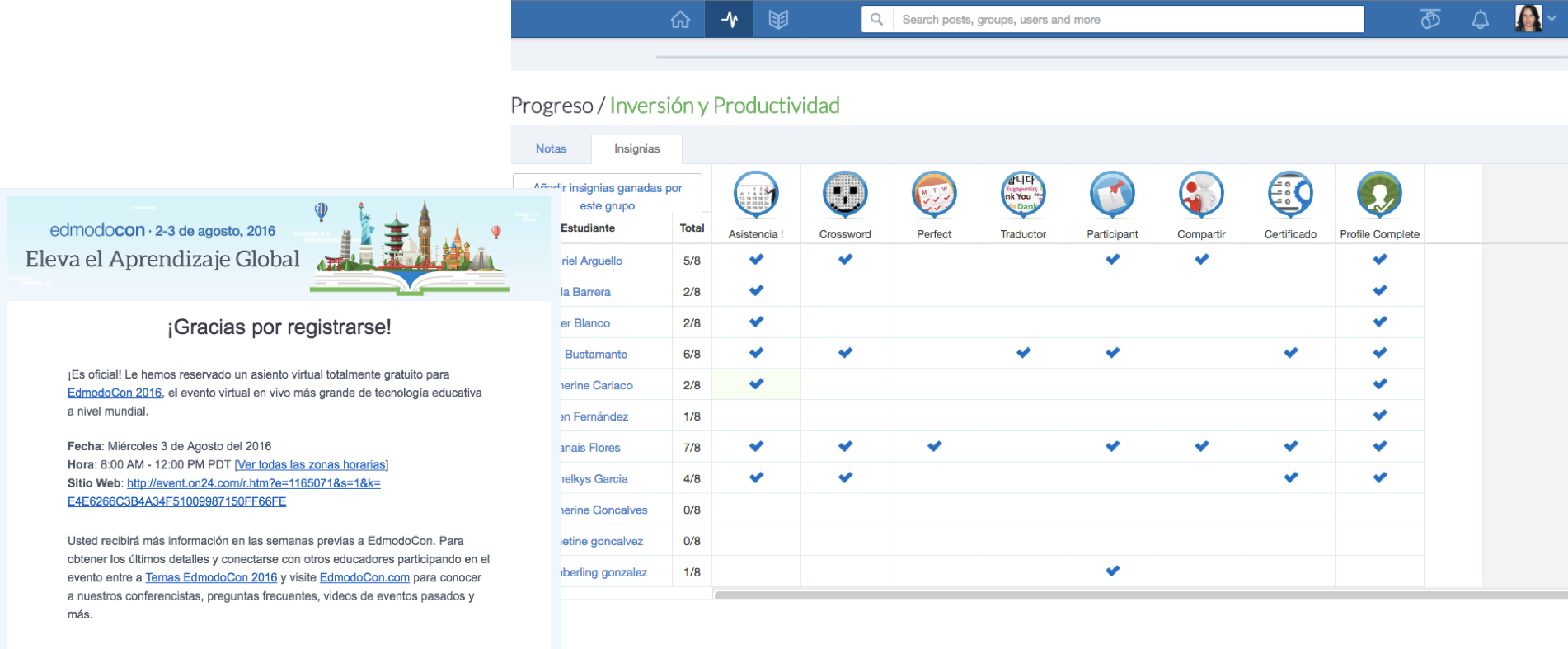
Plataforma edmodo

Edmodo fue una plataforma tecnológica, social, educativa y gratuita que permitía la comunicación entre los alumnos y los profesores en un entorno cerrado y privado a modo de microblogging, creado para un uso específico en educación media superior.
Edmodo fue apoyado por Index Ventures, Benchmark, Greylock Partners, Learn Capital, New Enterprise Associates, Union Square Ventures, Glynn Capital Management, Tenaya Capital, SingTel Innov8 y KDDI.
En marzo del 2019, Noodle nombró a Edmodo como una de las 32 plataformas educativas en línea más innovadoras. A la hora de registrarse se crea una cuenta donde la persona debe identificarse como profesor, estudiante o padre de alumno. No requería instalación ni configuración local en el equipo ya que todo está basado en una aplicación en la red.

El 15 de agosto de 2022 Edmodo anunció que la plataforma sería cerrada el 22 de septiembre de  2022..

## Historia
Edmodo fue fundado en 2008 por Nick Borg, Ed O'Neil, Jeff O'Hara, and Crystal Hutter.
En 2013 Edmodo adquirió la startup Root-1, en un intento de convertirse en una app store educativa. Vibhu Mittal, cofundador y CEO de la misma, se convirtió en CEO de Edmodo al año siguiente.
En 2014, Edmodo lanzó Snapshot, un conjunto de herramientas de evaluación diseñadas para medir el progreso educativo de estudiantes. Edtech Digest galardonó a Edmodo Snapshot con el premio a la  Mejor solución de Evaluación. Así mismo, la compañía se alió con dos grandes editoras británicas- Oxford University Press y Cambridge University Press- para proporcionar contenido educativo en su plataforma e introducir Snapshot en Reino Unido.
El 15 de agosto de 2022, Edmodo envío un comunicado a través de su app móvil y su sitio web donde informaba que su servicio sería cerrado el 22 de septiembre de 2022.
Actualmente, ya no se puede entrar a la página.

## El salto a Edmodo
Edmodo fue una red social educativa que conecta a los alumnos con las personas y recursos que les permitirían mejorar sus aprendizajes. En Edmodo, maestros, estudiantes y padres pueden conectarse de manera segura, se trata de una red abierta al aprendizaje.
Edmodo, fue una herramienta de microblogging que se utiliza en educación para organizar contenidos, hacer asignaciones y mantener una comunicación e interacción activa y constante entre profesores y alumnos, incluyendo a los padres.
Edmodo ayudó a transformar la educación mediante unos principios basados en que la educación abre las mentes y la tecnología las conecta. Edmodo pretende crear para los docentes una plataforma fácil, segura, interactiva, versátil y gratuita, que reforzaría lo que se dice en clase. Incluye la gamificación de forma sencilla. El profesor asigna insignias a sus alumnos, premios para el esfuerzo. Estos pueden ser al mejor comentario, al trabajo más creativo, al mejor elaborado, etc. Las insignias pueden ser creadas por el profesor o por Edmodo, por lo que pueden ser muy personalizadas.
La comunicación entre profesor-alumno es la clave principal de esta herramienta. El profesor crea tantas aulas virtuales como desee y el alumno tiene  aulas virtuales en su perfil.
La herramienta permite:
- Comunicación sincrónica y asincrónica
- Flexibilidad de horarios
- Aprendizaje colaborativo[17]
- Construcción del conocimiento constante, dinámica y compartida
- Roles activos de docentes y alumnos
- Desarrollo de habilidades interpersonales: comunicación clara, apoyo mutuo, resolución constructiva de conflictos. (Martínez, J.J., 2014)[16]

Se ha comprobado a través de experiencias que, en comparación con un aprendizaje individual y competitivo, el aprendizaje colaborativo mejora considerablemente la autoestima (Johnson, 2003).

## Posibilidades educativas
Por lo tanto, las posibilidades de la red social es educativa va mucho más allá de la mera transmisión de datos. Permiten que el estudiante tome su propio control sobre el aprendizaje, posibilitando nuevos aprendizajes significativos y un sistema de evaluación continua en función de las tareas y actividades que se proponen. Esto junto con las críticas y comentarios de los alumnos genera una línea de feedback. De este modo, es posible evaluar diferentes aspectos del proceso de aprendizaje como: la capacidad crítica, el trabajo en equipo o la creatividad.
En este entorno toma relevancia el adiestramiento en competencias de equipo que faciliten procesos dinámicos de interacción y comunicación.
Llevar las redes sociales al aula, permite no solo considerar aquello que interesa y apasiona al alumno, su propia red, sino aprovechar su actitud abierta respecto a la comunicación e intercambio de conocimiento y su capacidad de relacionarse. Las redes sociales refuerzan las relaciones internas entre los miembros del grupo-clase, reforzando la confianza y facilitando un proceso integral de formación.
Un reciente estudio empírico sobre el uso específico de Edmodo como una herramienta de instrucción en los cursos de aprendizaje combinado con “Blended Learning”, dentro de un contexto de aprendizaje basado en problemas “Problem Based Learning (PBL)”, en particular en la educación superior, arroja las siguientes conclusiones:
1. El Edmodo es una herramienta muy útil que conecta a los estudiantes, considerándose como un Facebook educativo y destacándose sus beneficios para el trabajo en grupo. Los participantes del estudio expusieron que el aprendizaje y la adaptación a la herramienta fue muy rápido. Edmodo ofrece un buen ambiente para trabajar tareas de Problem Based Learning (PBL), aprendizaje basado en problemas. Destacándose que tanto profesores como alumnos pueden utilizar el Edmodo para agregar y construir sobre contribuciones de otros.
2. Con Edmodo no hay problemas técnicos que no se refieran al navegador o a la funcionalidad de algunas acciones para acceder a otras herramientas de redes sociales o simplemente por la falta de ella;, sin embargo, presenta un alto índice de aceptación entre los estudiantes.
3. Los resultados indican que las herramientas de redes sociales y más concretamente Edmodo, pueden apoyar los modelos constructivos sociales de la pedagogía y más específicamente la formación semipresencial o “Blended Learning” formación combinada, usando “Problem Based Learning (PBL)”, aprendizaje basado en problemas.[22]